# 宪法号博物馆
宪法号博物馆（英語：USS Constitution Museum）是一座介绍憲法號護衛艦的博物馆，位于美国马萨诸塞州查尔斯顿。展出内容包括憲法號历史以及船壁“老铁壳”（Old Ironsides）的资料。
这家非营利的博物馆由私人运营，坐落于美国海军憲法號護衛艦附近的查尔斯顿海军船坞上，博物馆使用原造船厂二号码头的一座建筑建造。这个博物馆被收录在自由之路上，也是波士顿国家历史公园的一部分。